# Horst-Wallgraben
Der Horst-Wallgraben ist ein linker Zufluss der Nuthe in Brandenburg. Er entwässert die feuchte Niederung der Gemeinde Nuthe-Urstromtal.

## Verlauf
Die Quelle liegt im Waldgebiet nordöstlich von Ruhlsdorf, einem Ortsteil von Nuthe-Urstromtal. Von dort verläuft der Horst-Wallgraben in nordnordöstlicher Richtung, passiert östlich Liebätz und fließt dort in den Illichengraben. Dieser wiederum fließt bei Märtensmühle in einen Forellensee, der in die Nuthe entwässert.